# بيفرلي هوب أتكينسون
بيفرلي هوب أتكينسون (بالإنجليزية: Beverly Hope Atkinson)‏ هي ممثلة أمريكية، ولدت في 9 ديسمبر 1935 في نيويورك في الولايات المتحدة، وتوفيت في 11 ديسمبر 2001 في لوس أنجلوس في الولايات المتحدة.

## وصلات خارجية
- بيفرلي هوب أتكينسون على موقع IMDb (الإنجليزية)
- بيفرلي هوب أتكينسون على موقع قاعدة بيانات الفيلم (الإنجليزية)